# Polyblastus tibialis
Polyblastus tibialis är en stekelart som först beskrevs av Cresson 1864.  Polyblastus tibialis ingår i släktet Polyblastus och familjen brokparasitsteklar. Inga underarter finns listade i Catalogue of Life.